# 约纳坦·科赫
约纳坦·科赫（德語：Jonathan Koch，1985年10月29日—），德国男子赛艇运动员。他曾代表德国参加世界赛艇锦标赛，获得一枚金牌和一枚铜牌。他也曾参加2008年和2016年夏季奥运会。